# Isabell Horn
Isabell Horn (* 31. Dezember 1983 in Bielefeld) ist eine deutsche Schauspielerin, Musicaldarstellerin, Moderatorin und Autorin.

## Leben
Horn wuchs im lippischen Oerlinghausen als Tochter eines serbischen Vaters und einer deutschen Mutter auf. Im Jahr 2002 legte sie in Bielefeld ihr Fachabitur ab und begann anschließend ein Musical-Studium an der Universität für Musik und darstellende Kunst in Wien. Dieses brach sie bereits nach einem Semester ab, wechselte an die Universität der Künste (UDK) in Berlin und begann dort ein Schauspiel- und Gesangsstudium. Dieses schloss sie im Juli 2007 mit Auszeichnung ab.
Im Jahr 2005 erzielte sie den 1. Platz im Landesgesangswettbewerb Nordrhein-Westfalen in der Kategorie Beste Sängerin Bereich Musical/Chanson. 2006 arbeitete Horn sechs Monate lang als VJane bei MTV Germany. Anschließend spielte sie in verschiedenen Theaterproduktionen, bevor sie im Jahr 2009 die Rolle der Pia Koch in der Daily Soap Gute Zeiten, schlechte Zeiten übernahm. Im November 2013 wurde bekannt, dass sie die Serie im Februar 2014 verlassen wird. Im Oktober 2014 wurde ihre Rückkehr zur Serie bekannt gegeben. Sie verkörperte ab Februar 2015 zeitgleich die Rolle der Pia Koch in Alles was zählt und beendete ihr Engagement bei Gute Zeiten, schlechte Zeiten im Mai 2015.
In den Jahren 2010 und 2012 nahm sie bei Das perfekte Promi-Dinner auf VOX teil. Am 8. Dezember 2013 war sie Kandidatin bei Promi Shopping Queen und belegte dort den zweiten Platz. Ebenfalls sah man Horn 2013 zusammen mit ihrem GZSZ-Kollegen Armin Benz in einen Werbespot des Musikprogramms Spotify. Im März 2015 erschienen freizügige Bilder von Isabell Horn im Playboy. Von 2020 bis 2024 war sie in der ZDF-Serie Bettys Diagnose in einer Hauptrolle der Krankenpflegerin Rike Köhler zu sehen.
Im September 2022 veröffentlichte sie ihren Debütroman Bleibt das jetzt so? Die Depression, mein unperfektes Leben und ich, in dem sie ihren Alltag mit Depressionen beschreibt.
Seit 2014 ist sie mit Jens Ackermann liiert. 2017 wurden sie Eltern einer Tochter, 2019 Eltern eines Sohnes. 2023 zog die Familie nach Schweden.

## Filmografie
- 2009–2014 und 2015: Gute Zeiten, schlechte Zeiten (Folgen 4197–5436 und Folgen 5675–5745)
- 2010: Meine wunderbare Familie – … auf neuen Wegen (Episodenrolle)
- 2010: Reach out your hand (Regie: Johannes Thielmann)[12]
- 2015–2016: Alles was zählt (Folgen 2113–2363)[13]
- 2020–2024: Bettys Diagnose (Fernsehserie)

## Reality-Formate
- 2010 und 2012: Das perfekte Promi-Dinner
- 2013: Grill den Henssler
- 2013: Promi Shopping Queen

## Theater
- 2007: Neuköllner Oper in Berlin: Maja & Co. (Mücki); Regie: Peter Lund
- 2008: Neue Flora in Hamburg: Dirty Dancing (Baby); Regie: Paul Garrington
- 2008: Admiralspalast in Berlin: My Fair Lady (Ensemble); Regie: Peter Lund
- 2014: Komödie in Düsseldorf: Das (perfekte) Desaster Dinner (Susie); Regie: Hannes Muik

## Bibliographie
- Bleibt das jetzt so? Die Depression, mein unperfektes Leben und ich. Heyne Verlag, September 2022, ISBN 978-3-453-60625-8